# Mykenische Religion
Die Religion der mykenischen Kultur des griechischen Festlandes der späten Bronzezeit ist sowohl durch archäologische Funden als auch durch Schriftquellen bekannt. Sie ist ein Spiegelbild irdischer Verhältnisse und ähnelt insofern der späteren griechischen Religion der klassischen Antike. Ihr Jenseitsbezug ist jedoch unklar.

## Mykenische Heiligtümer
Die Heiligtümer der Mykener lagen sowohl innerhalb der Paläste und Städte als auch, wenn auch seltener, in eigenen Gebäuden im Freien. Damit waren vermutlich viele Menschen von der offiziellen Kultausübung ausgeschlossen.
In Mykene lag das Heiligtum innerhalb der Befestigungsmauern. Es bestand aus fünf mit Fresken verzierten Gebäudekomplexen. Die Fresken befanden sich teilweise zwischen dem sog. Haus von Tsountas und dem Südwestgebäude, im Südwestgebäude selbst oder auch im Raum der Fresken. Im Heiligtum standen ein großer Opferherd und eine Terrakotta-Badewanne, die vielleicht für Baderituale genutzt wurde. Auch fand sich eine Bank mit Kulthörnern. Zahlreiche männliche und weibliche Terrakotta-Figurinen mit individuellen Zügen, die im Kultzentrum im Raum der Sockel und im Raum der Götzen gefunden wurden, stellten wohl die verehrten Gottheiten dar.
v.
Das Heiligtum in Tiryns bestand aus mehreren frei stehenden Gebäuden, die überwiegend Figuren von Göttinnen enthielten, aber auch einen abgebrochenen tönernen Phallus und bewaffnete Götterfiguren orientalischen Ursprungs („smiting gods“).
Das Heiligtum in Ayios Konstantinos auf der Halbinsel Methana diente der Verehrung eines männlichen Gottes. Es bestand aus drei Kammern und beinhaltete Dreifüße, Gefäße für Trankopfer (Rhyta (Einzahl Rhyton)), Kylikes (Einzahl Kylix), einen Becher und eine Schöpfkelle, verschiedenste Tonfiguren, eine gestufte Steinbank, eine Plattform und einen Opferherd.
Das Heiligtum von Phylakopi auf der Insel Melos diente der Verehrung von Gottheiten beiderlei Geschlechts. Es gliederte sich in ein Ost- und ein Westheiligtum. Vor dem Eingang des Westschreins stand ein heiliger Stein. Die Altäre der Gottheiten waren wahrscheinlich nach Geschlecht der jeweiligen Gottheit getrennt. Es fanden sich wieder zahlreiche Terrakotta- und Tonfiguren, darunter die „Lady of Philakopi“.
Das Heiligtum von Aya Irini auf der Insel Kea enthielt hingegen zahlreiche fast lebensgroße Terrakotta-Figurinen weiblicher Gottheiten.

## Mykenische Kultpraktiken

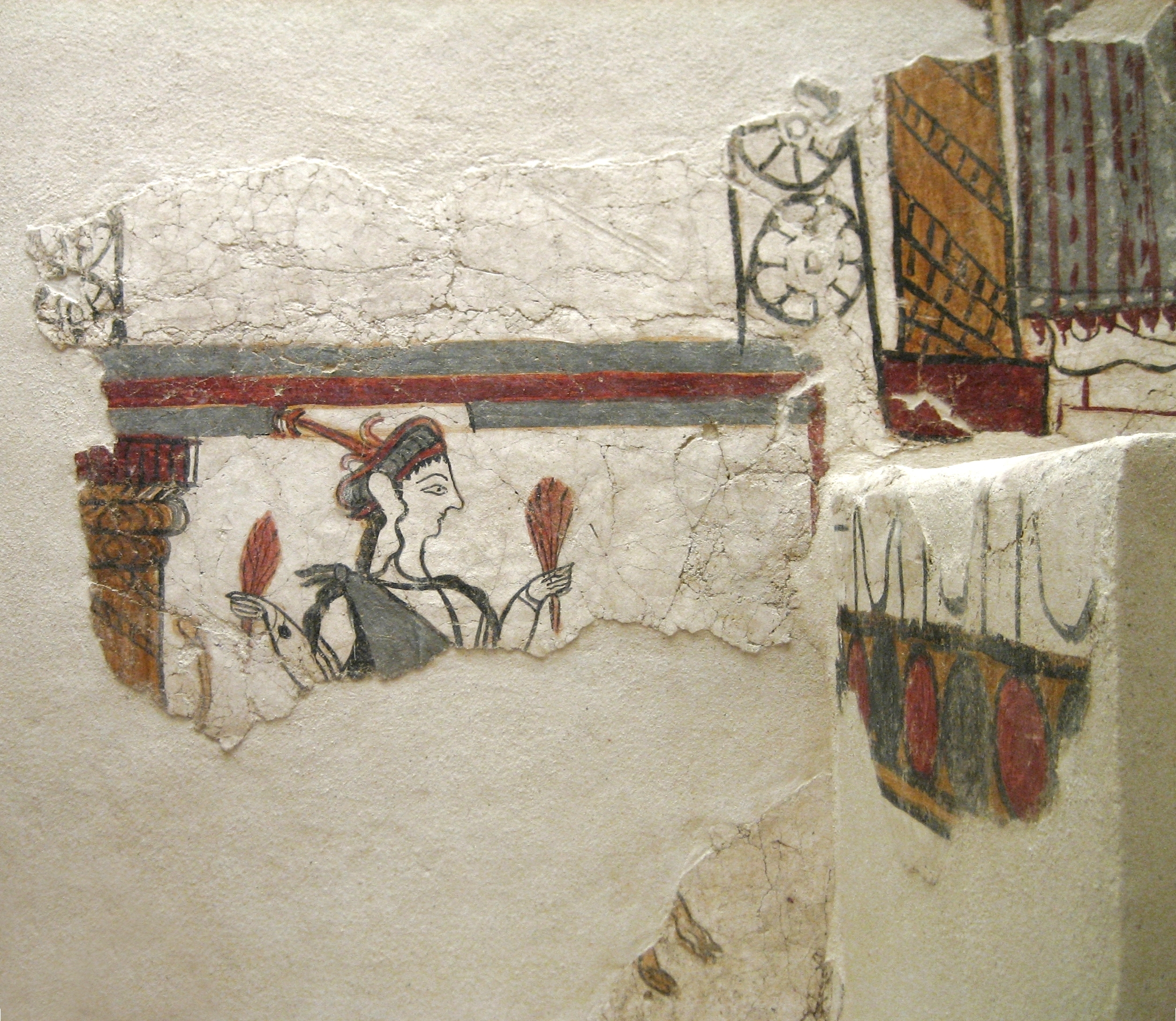
Freskodarstellung einer Göttin oder Priesterin aus Mykene

Opfergaben wurden von den Eliten des Palastes auch an weit entfernten Orten und nicht nur im eigenen Palast dargebracht, so z. B. auch in Amnisos und nicht nur in Knossos. Als Opfergaben kamen Goldgefäße, Wolle, Gerste, Feigen, Mehl, Wein, Olivenöl, parfümiertes Öl, Honig, kleine Dosen und Büchsen, Rosensträuße und Tonfigurinen in Frage. Als Opfertiere wurden Kühe, Schweine, Ziegen, Schafe und wilde Eber genutzt. Auch Menschenopfer könnten existiert haben. Auf Fresken werden die Opferrituale meist von Frauen ausgeführt, aber auch der König (wanax) übernahm eine wichtige Rolle. Es können auch rituelle Bankette ausgerichtet worden sein.

## Mykenische Begräbnisriten
Die Mykener bestatteten ihre fürstlichen Toten in aufwendig erbauten großen Tholosgräbern mit zahlreichen Grabbeigaben aus Gold und Bernstein, aber auch mit persönlichen Besitztümern der Toten, symbolischen Tonfiguren und selbst mit geopferten Hunden und Pferden, teilweise wohl auch mit geopferten Dienern. Dies lässt auf einen Glauben an ein Leben nach dem Tode schließen.

## Mykenische Gottheiten
Die anthropomorphen mykenischen Gottheiten sind das Abbild einer Adelsgesellschaft. Hinzu kommen personifizierte Naturmächte und Tiergestalten. Die Formen ihrer ikonographischen Darstellung sind vielfältig. So gibt es Terrakotta-Figurinen von auf Thronen sitzenden Göttinnen. Mykenische Fresken zeigen eine kriegerische Göttin mit Eberzahnhelm und Greif auf dem Arm. Eine Elfenbeinschnitzerei zeigt zwei Göttinnen mit einem Kind. Ein mykenisches Fresko zeigt entweder eselsköpfige Dämonen oder Kultfunktionäre in Eselsmasken.

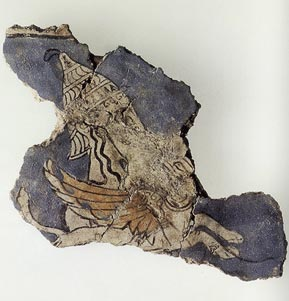
Freskodarstellung einer Göttin mit Eberzahnhelm und Greif aus Mykene
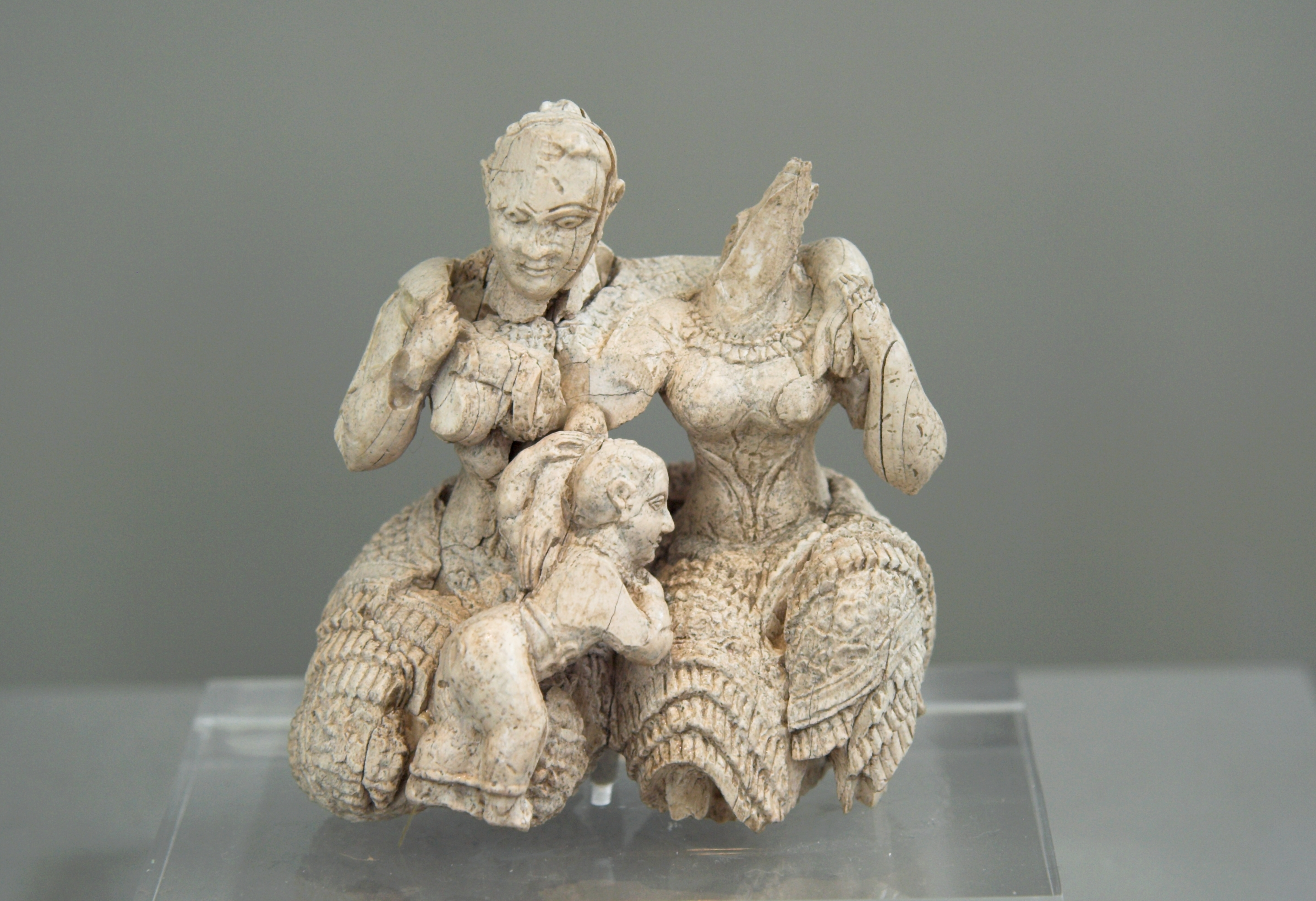
Elfenbeinschnitzerei mykenischer Göttinnen mit Kind
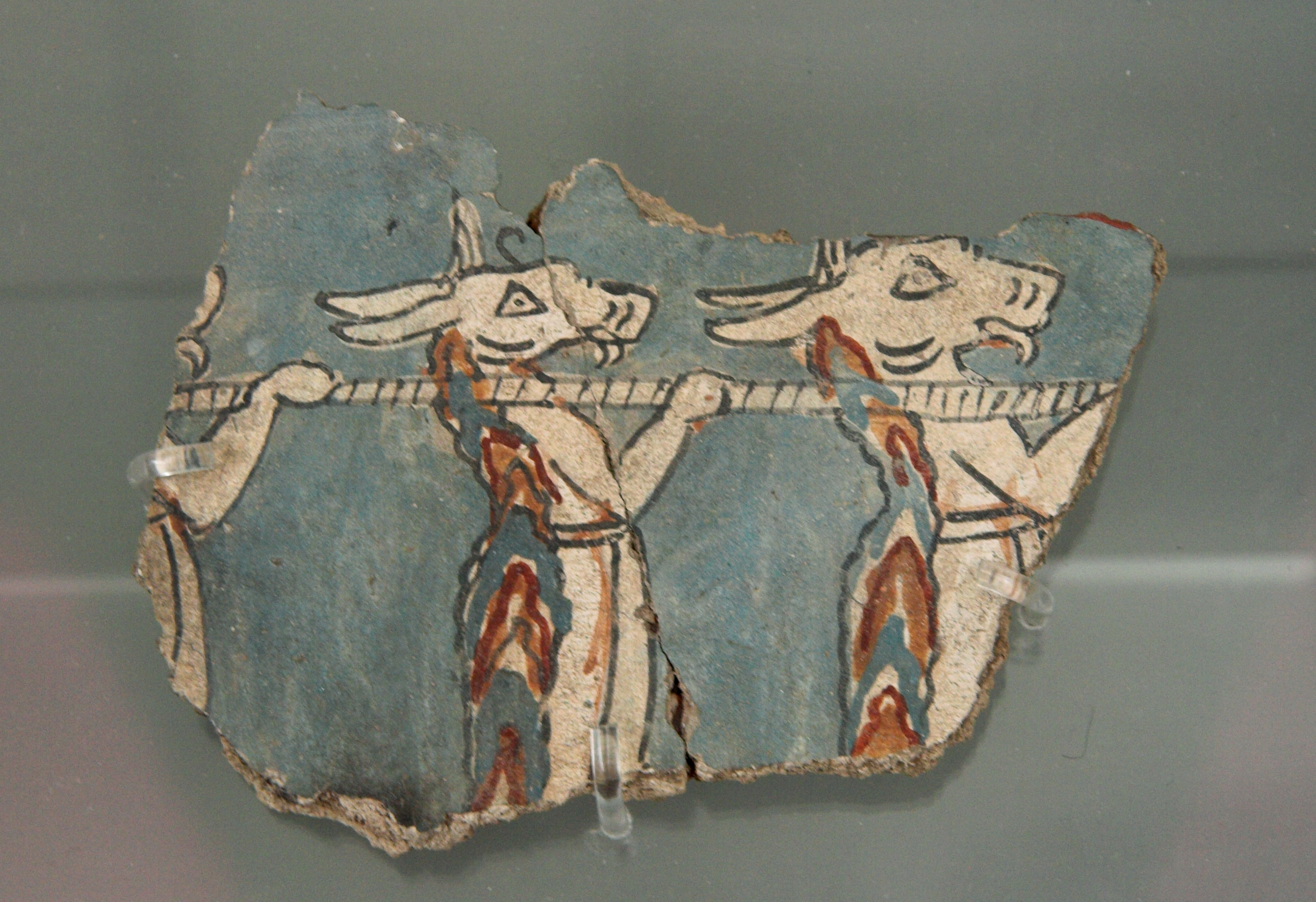
Freskodarstellung von sogenannten Eseldämonen aus Mykene

Zahlreiche mykenische Gottheiten sind aus Linear-B-Texten bekannt (siehe Tabelle). Viele der mykenischen Gottheiten sind auch aus klassischen griechischen Kultur bekannt (z. B. Artemis, Hera, Hermes). Es gibt aber auch textlich erwähnte Gottheiten, die in späterer Zeit unbekannt waren (z. B. Drimios, Mnasa, Poseidaeia).
| Mykenischer Name Gottheit | Schreibung Linear B                                     | Überlieferungsort              | Aufgaben, Bedeutung des Namens                                                       | Entsprechung in der klassischen griechischen Mythologie |
| ------------------------- | ------------------------------------------------------- | ------------------------------ | ------------------------------------------------------------------------------------ | ------------------------------------------------------- |
| *Apeljōn / *Huperjōn      | [a/u?]-pe-ro2-ne Dat.                                   | Knossos                        |                                                                                      | Apollon oder Hyperion                                   |
| Arēs                      | a-re Dat.                                               | Knossos                        |                                                                                      | Ares                                                    |
| Artemis Artimis           | a-te-mi-to Gen., a-ti-mi-te Dat.                        | Pylos                          |                                                                                      | Artemis                                                 |
| Athānās Potnia            | a-ta-na po-ti-ni-ja Dat.                                | Knossos                        | „Herrin von Athen“                                                                   | Athene                                                  |
| *Daidalos                 | da-da-re-jo-de Allativ (Schreinname)                    | Knossos                        | nachgewiesen im Schreinnamen Daidaleion                                              | Daidalos                                                |
| Diwia                     | di-u-ja, di-wi-ja Gen., Dat.                            | Pylos                          | weibliches Gegenstück zu Zeus                                                        | Dia, Beiname mehrerer Göttinnen                         |
| Diwonūsos                 | di-wo-nu-so-jo Gen., di-wo-nu-so Dat.                   | Chania, Pylos                  |                                                                                      | Dionysos                                                |
| Domspotās (?)             | do-po-ta Dat.                                           | Pylos                          | „Herr des Hauses“                                                                    |                                                         |
| Drīmios                   | di-ri-mi-jo Dat.                                        | Pylos                          | Sohn von Zeus                                                                        | evtl. Beiname von Ares.                                 |
| *Dzēus                    | di-wo Gen., di-wo Dat.                                  | Chania, Knossos, Pylos         |                                                                                      | Zeus                                                    |
| Eleuthia                  | e-re-u-ti-ja Dat.                                       | Knossos                        | Geburt                                                                               | Eileithyia                                              |
| Enesidāhōn                | e-ne-si-da-o-ne Dat.                                    | Knossos                        |                                                                                      | Ennosidas (Poseidon)                                    |
| Enūwalios                 | e-nu-wa-ri-jo Dat.                                      | Knossos                        | Krieg                                                                                | Enyalios, (Sohn des Ares)                               |
| Gwowia                    | qo-wi-ja Dat.                                           | Pylos                          | „Kuh“                                                                                |                                                         |
| Erīnnūs                   | e-ri-nu, e-ri-nu-we Dat.                                | Knossos                        |                                                                                      | Erinys, Beiname der Aphrodite und Demeter               |
| *Hāphaistos               | a-pa-i-ti-jo (theophorer Männername)                    | Knossos                        |                                                                                      | Hephaistos                                              |
| Hērā                      | e-ra Dat.                                               | Pylos                          |                                                                                      | Hera                                                    |
| Hermahās                  | e-ma-a-o2 Gen., e-ma2 Dat.                              | Knossos, Pylos, Theben         |                                                                                      | Hermes                                                  |
| Hikkwō (Dual)             | i-ku-wo-i-pi Dat.Dual                                   | Knossos                        | „die beiden Stuten“                                                                  | Demeter und Kore?                                       |
| Iphemedehia               | i-pe-me-de-ja Dat.                                      | Pylos                          |                                                                                      | Iphimedeia                                              |
| Komāwenteia               | ko-ma-we-te-ja Dat.                                     | Pylos, Theben                  | „Langhaarige“                                                                        |                                                         |
| Kwhērasia                 | qe-ra-si-ja Dat.                                        | Knossos                        |                                                                                      |                                                         |
| Mallinēus (?)             | ma-ri-ne-wo Gen. ma-ri-ne-we Dat.                       | Knossos, Theben                | hat e mit Wolle (gr. mallós) zu tun                                                  |                                                         |
| Mnāsā                     | ma-na-sa Dat.                                           | Pylos                          |                                                                                      |                                                         |
| Mātēr Thehiā              | ma-te-re te-i-ja Dat.                                   | Pylos                          | „Göttliche Mutter“                                                                   |                                                         |
| Paiāwōn                   | pa-ja-wo-ne Dat.                                        | Knossos                        | „Retter“; Heilkunst                                                                  | Paieon (Apollon)                                        |
| Pāntes Thehoi             | pa-si-te-o-i Dat.Plural                                 | Knossos                        | „Alle Gottheiten“, Götterkollektiv                                                   |                                                         |
| Pereswā (?)               | pe-re-82 Dat.                                           | Pylos                          |                                                                                      |                                                         |
| Posidāhehia               | po-si-da-e-ja Dat.                                      | Pylos                          | Paredros von Poseidon                                                                |                                                         |
| Poseidāhōn                | po-se-da-o Nom., po-se-da-o-no Gen., po-se-da-o-ne Dat. | Knossos, Pylos                 | „Gewässerherr“; Hauptgott in Pylos                                                   | Poseidon                                                |
| Potnia                    | po-ti-ni-ja Gen., Dat.                                  | Knossos, Mykene, Pylos, Theben | „Herrin“; Hauptgöttin in Pylos; bezeichnet möglicherweise unterschiedliche Göttinnen |                                                         |
| Potnia Aswia              | po-ti-ni-ja a-si-wi-ja Dat.                             | Pylos                          | „Herrin von Aswia“ (= Kleinasien?)                                                   |                                                         |
| Potnia Daburinthohio      | da-pu2-ri-to-jo po-ti-ni-ja Dat.                        | Knossos                        | „Herrin des Labyrinths“                                                              | Ariadne ?                                               |
| Potnia Hikkweia           | [po]-ti-ni-ja i-qe-ja Dat.                              | Pylos                          | „Pferdeherrin“                                                                       |                                                         |
| Sītōn Potnia              | si-to-po-ti-ni-ja Dat.                                  | Mykene                         | „Kornherrin“                                                                         | Demeter                                                 |
| Trīshērōs                 | ti-ri-se-ro-e Dat.                                      | Pylos                          | „Dreiheld“                                                                           | evtl. Ahnengottheit                                     |